# Jidé
Pour l’article ayant un titre homophone, voir JD.
Jidé est un constructeur artisanal français d'automobiles dont le nom vient des initiales de son fondateur Jacques Durand. La production a commencé en 1969 à Châtillon-sur-Thouet, près de Parthenay et a cessé en 1973 à la suite du choc pétrolier.

## Histoire
Disponible après l'arrêt de la production de la Sovam, Jacques Durand s'installe dans une commune proche de Parthenay pour lancer un coupé sportif à moteur Renault avec une carrosserie polyester. Les 2 modèles étaient la 1300G et 1600G.
Jidé Automobiles était présent au Salon de la voiture de course de 1970, 1971, 1972 et 1973.
La voiture sera utilisée en compétition par Jean Ragnotti en 1972.
Les Jidé sont apparues aux Tour de France et aux 4h du Mans avec le moteur Porsche R.
En 1973, Jacques Durand vend la marque à Michel Baxas qui souhaite remplacer le moteur Renault 1600 par un moteur plus puissant le Porsche de 2,2 litres et pouvoir ainsi engager la voiture sur circuit. Mais il ne réussira pas.
Jacque Durand, lui, créera une nouvelle société, en 1975, appelée Scora.
Le Club Jidé France est créé en 1979 par Jacques Herment dont le but est de recenser les voitures et les propriétaires, d'aider à maintenir la production des pièces spécifiques et de procurer une source d'informations. Avec l'aide de Jean-François Humeau, il aide les propriétaires d'autos à les restaurer et terminer.
Fin des années 1990, la marque est rachetée par Pierre-Alain Dupuy-Urisari puis vendu en 2004 à Claudio Roddaro qui reste à ce jour le propriétaire.

## Galerie de photographies

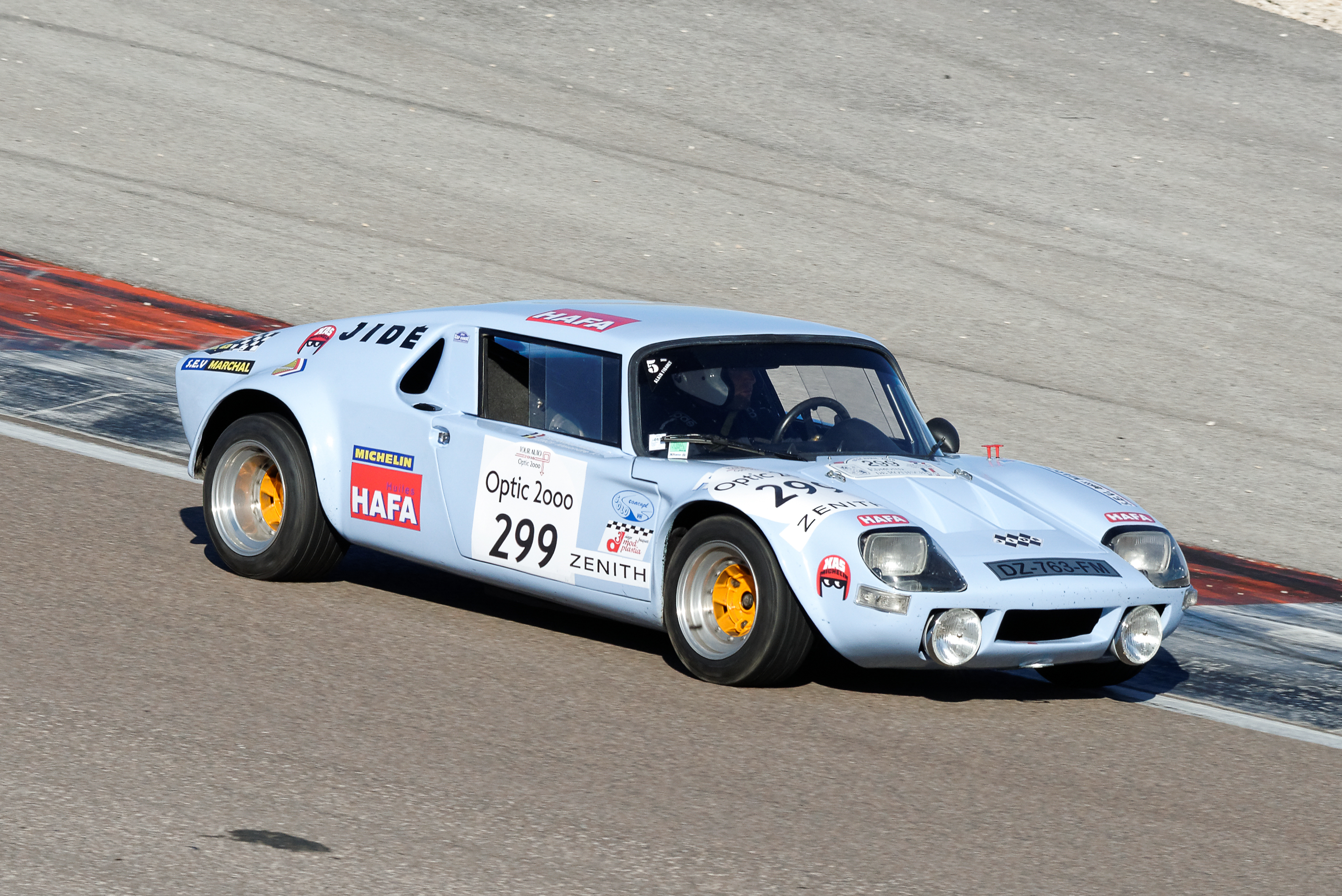
Jidé 1300 de Alexandre Leroy
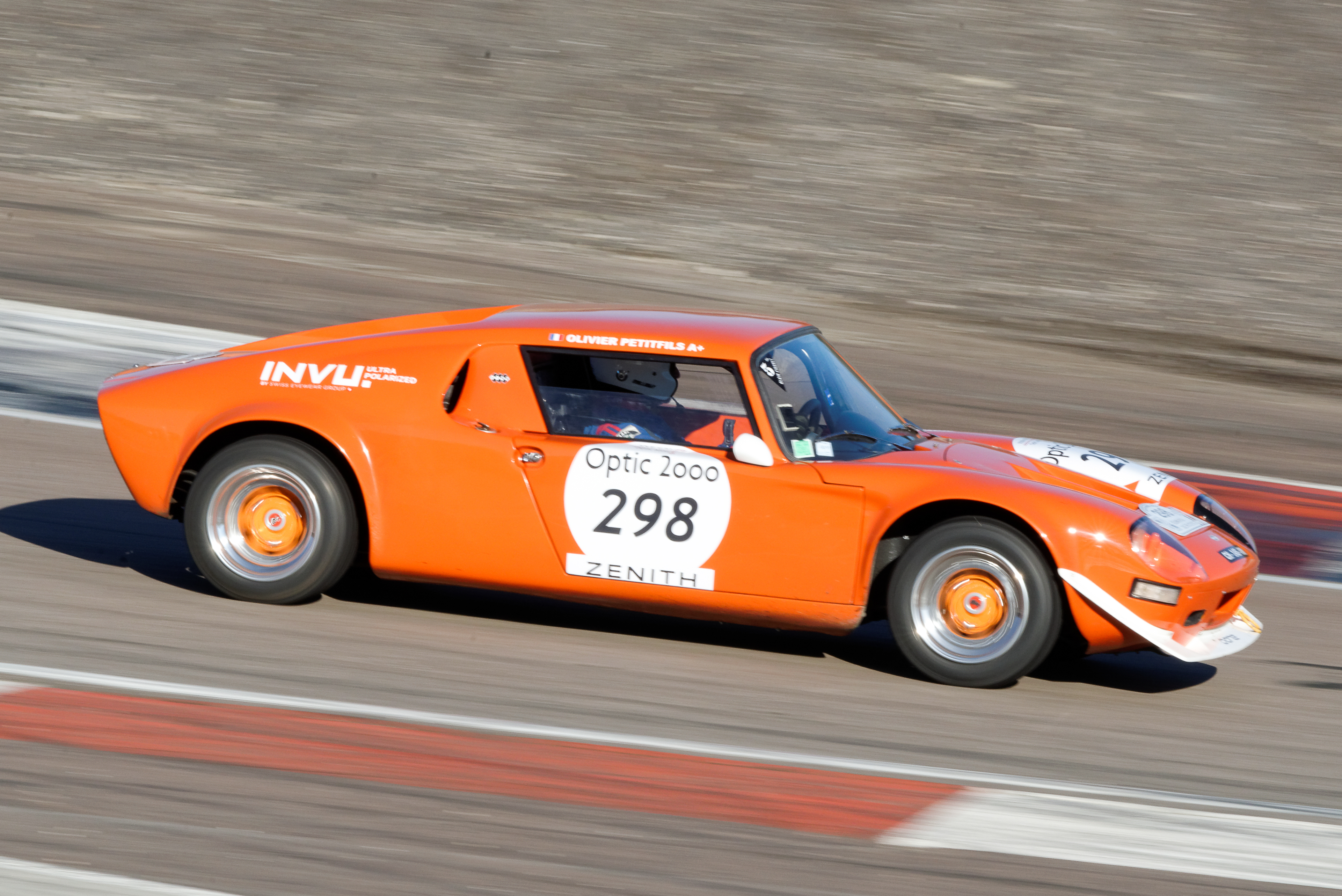
Jidé 1600